# Fabianki
Fabianki è un comune rurale polacco del distretto di Włocławek, nel voivodato della Cuiavia-Pomerania.
Ricopre una superficie di 76,1 km² e nel 2004 contava 8 469 abitanti.